# CBGB

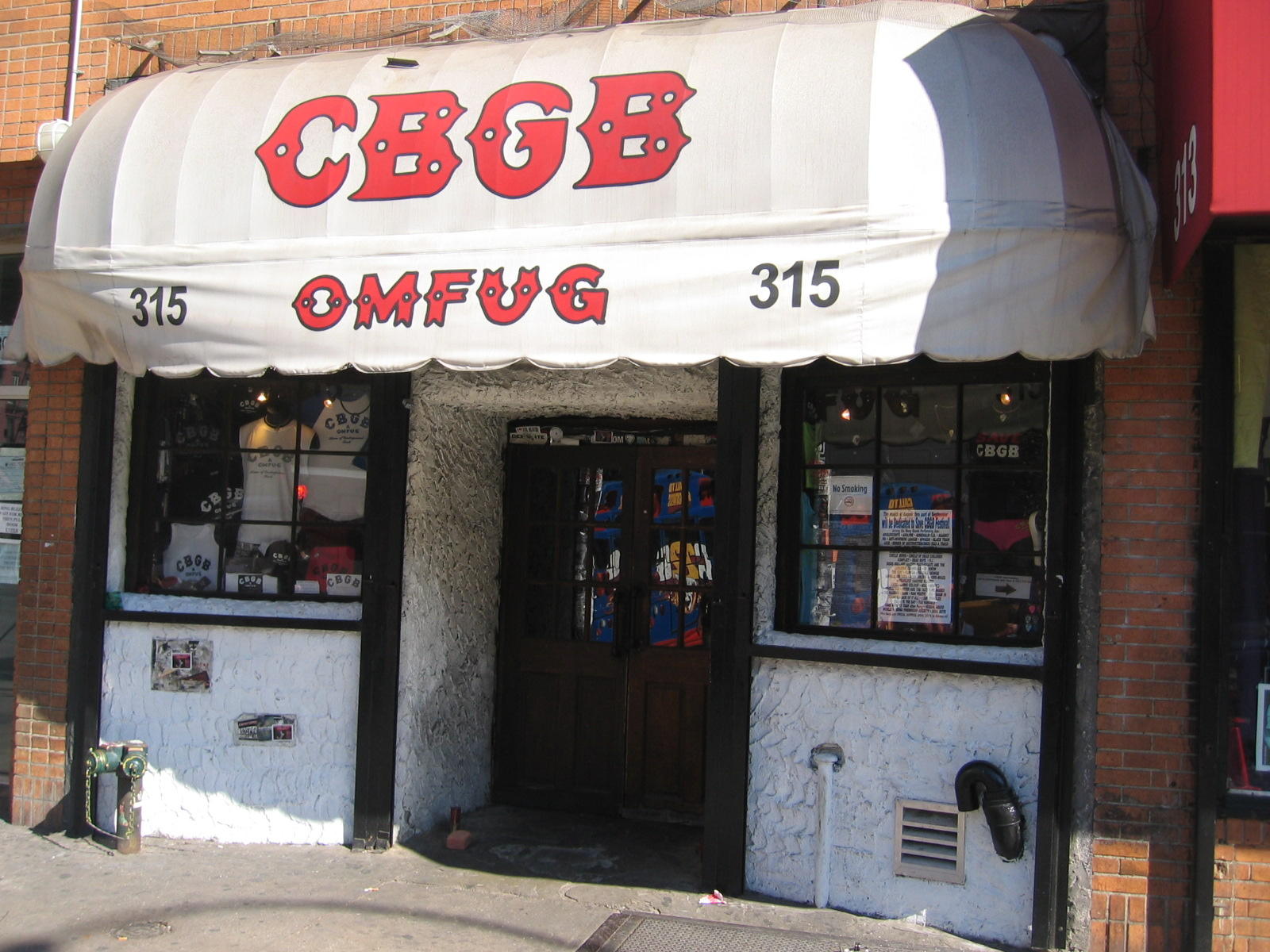
Hudební klub CBGB

CBGB (Country, Bluegrass and Blues) s podnázvem OMFUG (Other Music For Uplifting Gormandizers) byl hudební klub na Manhattanu v New York City. V roce 1973 jej založil Hilly Kristal jako klub zaměřený na hudební styly uvedené v jeho názvu. CBGB se ovšem brzy stal jedním z nejvýznamnějších bodů americké punkové scény, přičemž zde vystupovali umělci jako Ramones, Television, Patti Smith Group, Mink Deville, The Dead Boys, The Dictators, The Fleshtones, Richard Hell & The Voidoids, Blondie nebo Talking Heads. Později začal být klub spojován s newyorskou hardcore scénou a kapelami jako Agnostic Front, Cro-Mags, nebo Sick of It All.
Klub ukončil činnost v říjnu 2006, přičemž poslední koncert zde 15. října odehrála Patti Smith.